# 中心化子和正规化子
群论中，一個群 {\displaystyle G} 的子集 {\displaystyle S} 的中心化子（英語：Centralizer）{\displaystyle C_{G}(S)} 是 {\displaystyle G} 中與所有 {\displaystyle S} 的元素滿足交換律的元素組成的集合； {\displaystyle S} 的正规化子（英語：Normalizer） {\displaystyle N_{G}(S)} 是 {\displaystyle G} 中使 {\displaystyle S} 關於 {\displaystyle g} 的共軛類等於 {\displaystyle S} 的元素 {\displaystyle g} 組成的集合，此條件較上述中心化子的條件弱。
中心化子和正規化子都是 {\displaystyle G} 的子群。它们分别給出對 {\displaystyle S} 的元素和 {\displaystyle S} 整體的限制。對某些子集 {\displaystyle S} ，这些子群能夠給出關於群 {\displaystyle G} 结构的信息。

## 定義

### 中心化子
令 {\displaystyle G} 為一個群， {\displaystyle S} 為  {\displaystyle G} 的一個子集，我們定義一個由 {\displaystyle G} 中與每一個 {\displaystyle S} 的元素 {\displaystyle s} 可交換的元素組成的集合，記做 {\displaystyle C_{G}(S)}；換言之，
{\displaystyle C_{G}(S)=\{x\in G\mid \forall s\in S,xs=sx\}}。
若 {\displaystyle H} 為 {\displaystyle G} 的子群且 {\displaystyle S\subseteq H} ，則 {\displaystyle C_{H}(S)=C_{G}(S)\cap H}。
特別的，當 {\displaystyle S} 為單元素集合 {\displaystyle S=\{a\}} 時，我們會將其中心化子簡寫為 {\displaystyle C_{G}(S)=C_{G}(a)}。

### 群的中心
群 {\displaystyle G} 的中心是 {\displaystyle C_{G}(G)} ，通常记作 {\displaystyle Z(G)} 。一个群的中心既是正规子群也是交换群，而且有很多其它重要属性。我们可以将 {\displaystyle a} 的中心化子视作 {\displaystyle G} 中最大（用包含关系作為比較大小的依據）的子群 {\displaystyle H} ，使得 {\displaystyle a} 属于其中心 {\displaystyle Z(H)} 。

### 正规化子
{\displaystyle S} 在 {\displaystyle G} 中的正规化子记作 {\displaystyle N_{G}(S)} 或 {\displaystyle N(S)} 。正规化子定义为 {\displaystyle N_{G}(S)=\{x\in G\mid xS=Sx\}} 。同样的是， {\displaystyle N_{G}(S)} 是 {\displaystyle G} 的子群。
正规化子得名于 {\displaystyle N_{G}(\langle S\rangle )} 是 {\displaystyle G} 中包含 {\displaystyle \langle S\rangle } 且 {\displaystyle \langle S\rangle } 为 {\displaystyle N_{G}(\langle S\rangle )} 正规子群的最大子群，其中 {\displaystyle \langle S\rangle } 是由 {\displaystyle S} 生成的子群。
包括 {\displaystyle \langle S\rangle } 且 {\displaystyle \langle S\rangle } 為其正规子群的最小的 {\displaystyle G} 的子群称为共軛閉包。
如果 {\displaystyle N_{G}(H)=H} ，则子群 {\displaystyle H} 称为 {\displaystyle G} 的自正规化子群。

## 性质
若 {\displaystyle G} 是交换群，则任何 {\displaystyle G} 的子集的中心化子和正规化子都包含 {\displaystyle G} 所有的元素；特别地，一个群可交换，当且仅当 {\displaystyle Z(G)=G} 。
若 {\displaystyle a} 和 {\displaystyle b} 是 {\displaystyle G} 的任意元素，则 {\displaystyle a} 在 {\displaystyle C_{G}(b)} 中当且仅当 {\displaystyle b} 在 {\displaystyle C_{G}(a)} 中，这又亦等價於 {\displaystyle a} 和 {\displaystyle b} 可交换（ {\displaystyle ab=ba} ）。
若 {\displaystyle S} 為單元素集合 {\displaystyle S=\{a\}} ，则 {\displaystyle N_{G}(S)=C_{G}(S)=C_{G}(a)}。
{\displaystyle C_{G}(S)} 总是 {\displaystyle N_{G}(S)} 的正规子群：若 {\displaystyle c} 属于 {\displaystyle C_{G}(S)} 而 {\displaystyle n} 属于 {\displaystyle N_{G}(S)} ，我们需要证明 {\displaystyle n^{-1}cn} 属于 {\displaystyle C_{G}(S)} 。
为此，取 {\displaystyle s} 属于 {\displaystyle S} 并令 {\displaystyle t=nsn^{-1}} 。则 {\displaystyle t} 属于 {\displaystyle S} ，所以 {\displaystyle ct=tc} 。注意到 {\displaystyle ns=tn} ；以及 {\displaystyle n^{-1}t=sn^{-1}} 。我们有
{\displaystyle (n^{-1}cn)s=(n^{-1}c)tn=n^{-1}(tc)n=(sn^{-1})cn=s(n^{-1}cn)}
这也就是要证明的命题。
更一般的，我们有 {\displaystyle Z(G)\triangleleft C_{G}(S)\triangleleft N_{G}(S)\leq G}。
若 {\displaystyle H} 是 {\displaystyle G} 的子群，则 {\displaystyle N/C} 定理表明因子群 {\displaystyle N_{G}(H)/C_{G}(H)} 同构于 {\displaystyle Aut(H)}（{\displaystyle H} 的自同构群）的子群。
因为{\displaystyle N_{G}(G)=G}，{\displaystyle N/C} 定理也意味着{\displaystyle G/Z(G)} 同构于 {\displaystyle Inn(G)}（由所有{\displaystyle G} 的内自同构组成的 {\displaystyle Aut(G)} 的子群）。
如果我们通过 {\displaystyle T_{x}(g)=xgx^{-1}} 定义群同态
{\displaystyle T_{x}:G\to Inn(G)}，则我们可以用{\displaystyle Inn(G)}在{\displaystyle G}上的群作用来表述{\displaystyle N_{G}(S)}和{\displaystyle C_{G}(S)}：{\displaystyle S}在{\displaystyle Inn(G)}中的定点子群就是{\displaystyle T_{x}(N_{G}(S))}，而{\displaystyle Inn(G)}中固定{\displaystyle S}的子群就是{\displaystyle T_{x}(C_{G}(S))}。

## 共軛類方程
若 {\displaystyle G} 为有限群，考慮 {\displaystyle S} 共軛到自身的群作用，並應用軌道-穩定點定理，
G的核為{\displaystyle |\ker \rho |=|Z(G)|}
G的軌道為{\displaystyle |G\cdot x_{i}|=|G:C_{G}(x_{i})|}
類方程：
{\displaystyle |G|=|Z(G)|+\sum _{i}|G:C_{G}(x_{i})|}